# 丹治健一
丹治 健一（たんじ けんいち、1954年11月 - ）は、日本の化学者。専門は、有機化学・複素環化学。学位は、薬学博士（東北大学・1982年）。静岡薬科大学薬学部助手、静岡県立大学食品栄養科学部教授、静岡県立大学学生部部長などを歴任。

## 来歴

### 生い立ち
1954年に生まれた。東北大学に進学し、薬学部にて薬学を修めた。1977年に大学を卒業すると、そのまま東北大学の大学院に進学し、薬学研究科にて研究を続けた。1979年に博士前期課程を修了し、1982年には博士後期課程を修了した。それにともない、薬学博士の学位を取得した。学位論文の題は「炭素官能基変換反応を中心としたピリミジン誘導体の合成」。

### 研究者として
1982年、静岡薬科大学に勤務することとなり、薬学部にて助手となった。その後、静岡薬科大学が静岡女子大学や静岡女子短期大学と統合され、新たに静岡県立大学が発足すると、そのまま同大学の薬学部にて引き続き助手を務めた。1993年、静岡県立大学の薬学部から食品栄養科学部に転じ、助教授に昇任した。その後、2005年には、静岡県立大学の食品栄養科学部にて、教授に就任した。また、静岡県立大学の大学院にて、生活健康科学研究科の教授も兼任した。なお、生活健康科学研究科が薬学研究科と統合、再編され、大学院に食品栄養環境科学研究院が新設されると、そちらの教授にも就任している。2015年3月31日、静岡県立大学を退職した。

## 研究
専門は化学だが、薬学部出身であることからわかるように、薬学系に隣接した有機化学や複素環化学といった分野を中心に研究を進めている。所属する学会についても、日本薬学会と日本化学会の双方に所属している。複素環式化合物への炭素鎖導入反応の技法を開発したり、環境に調和した有機化学反応の技法を開発したり、といった研究を進めている。『Heterocycles』など日本国外の学術誌にて、論文の発表も行っている。

## 略歴
- 1954年 - 誕生。
- 1977年 - 東北大学薬学部卒業。
- 1979年 - 東北大学大学院薬学研究科博士前期課程修了。
- 1982年 - 東北大学大学院薬学研究科博士後期課程修了。
- 1982年 - 静岡薬科大学薬学部助手。
- 1987年 - 静岡県立大学薬学部助手。
- 1993年 - 静岡県立大学食品栄養科学部助教授。
- 2005年 - 静岡県立大学食品栄養科学部教授。

## 著作

### 共同論文
- T. Takahashi, et al. "Solvent-Free Reaction Using Phosphonium Salts: Chlorination of Hydroxyheteroaromatics and dehydration of primary amides", Heterocycles, No.68, 2006, pp.1972-1979.
- N. Inoue, O. Sugimoto and K. Tanji, "Palladium-catalyzed coupling reaction of haloheteroaromatics compounds in water", Heterocycles, No.72, 2007, pp.665-671.